# Alectroenas madagascariensis
Pombo-azul-malgaxe ou pombo-azul-de-madagáscar (Alectroenas madagascariensis) é uma espécie de ave da família Columbidae.
É endémica de Madagáscar.
Os seus habitats naturais são: florestas subtropicais ou tropicais húmidas de baixa altitude e regiões subtropicais ou tropicais húmidas de alta altitude.